# Saab 93
Saab 93 – samochód osobowy produkowany przez szwedzką markę Saab w latach 1955–1960. Pojazd po raz pierwszy zaprezentowano 1 grudnia 1955 roku.

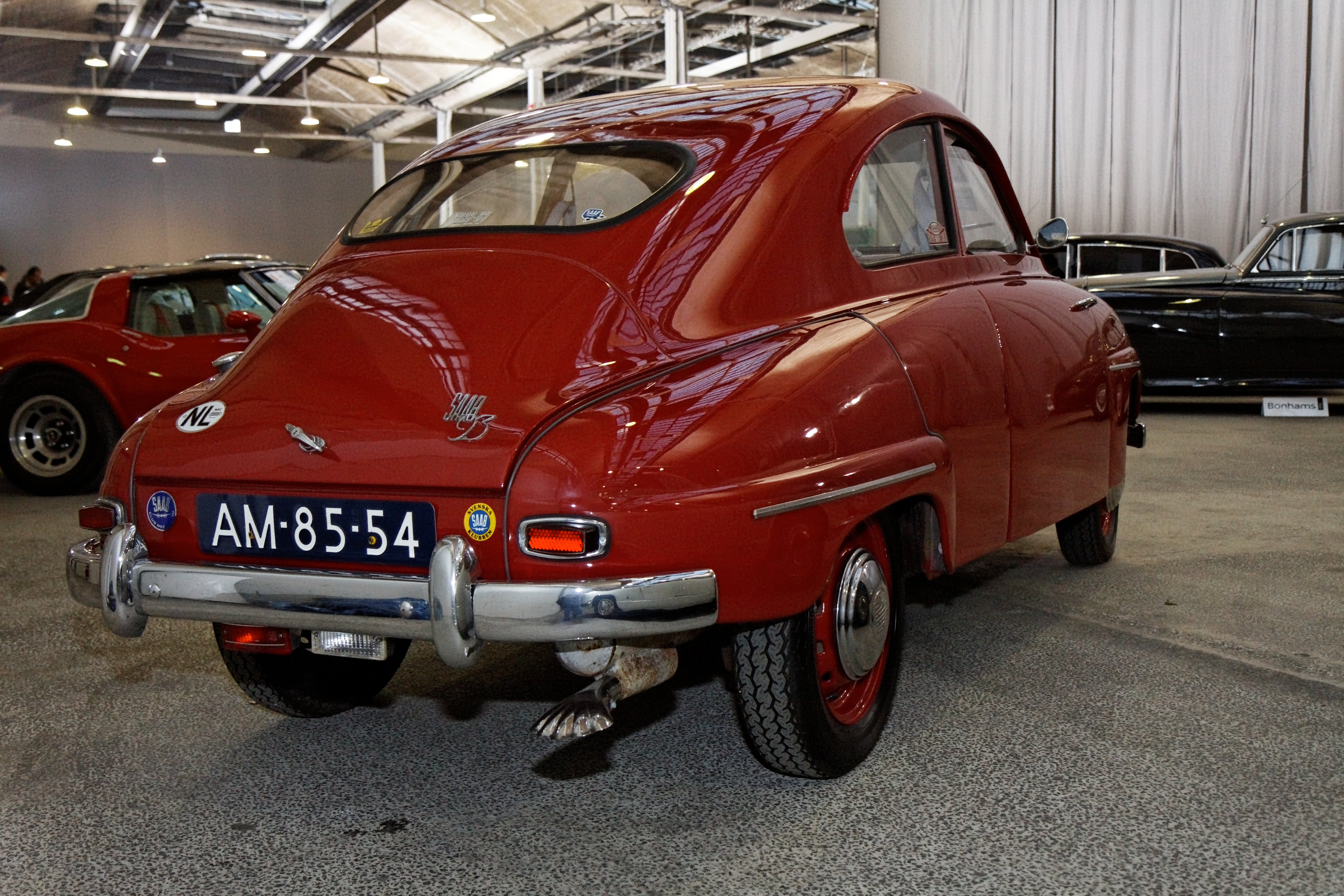
Tył 93b De Luxe z 1959 roku

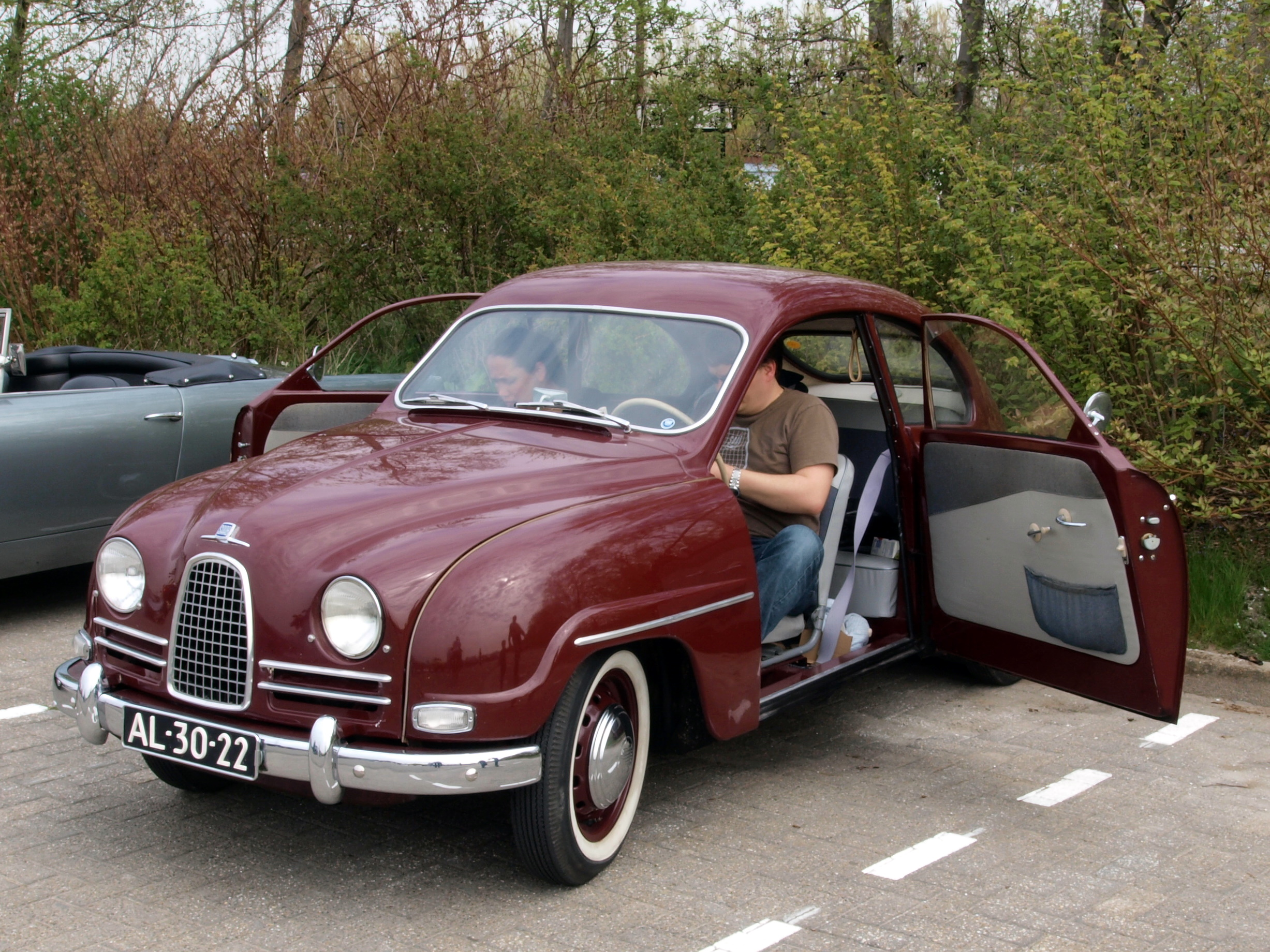
Saab 93b De Luxe z 1958 roku z otwartymi drzwiami

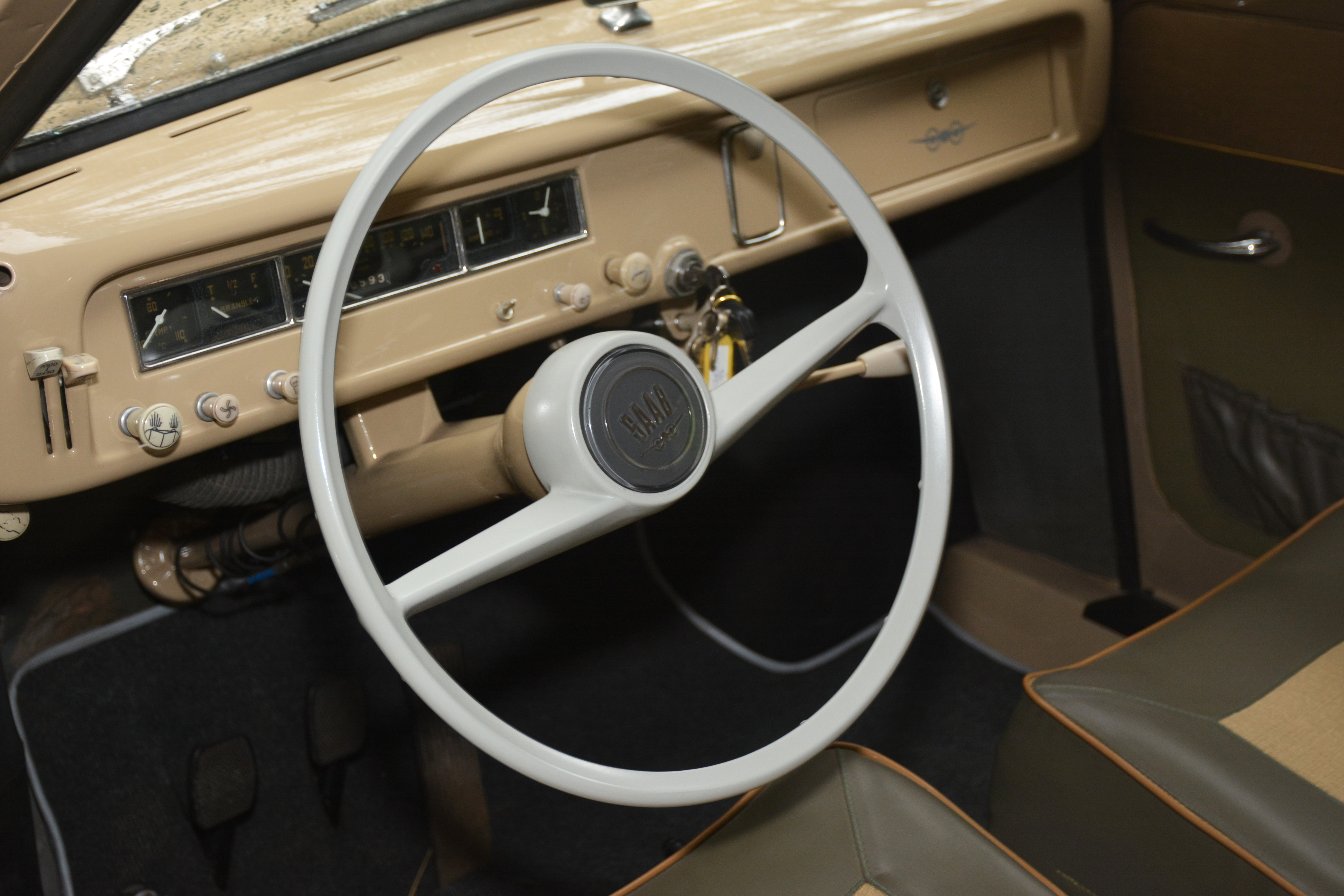
Wnętrze Saaba 93f

## Saab 93a
Saab 93 w rzeczywistości był zmodyfikowaną konstrukcją modelu 92. Przestylizowane zostało nadwozie, zmieniono stylizację wlotu powietrza do chłodnicy nadając jej charakterystyczny pionowy kształt. Zastosowano także nowy dwusuwowy, trzycylindrowy silnik benzynowy konstrukcji DKW o pojemności 748 cm3 i mocy 33 KM umieszczony wzdłużnie z przodu pojazdu, napędzający koła przednie poprzez nową trzybiegową manualną skrzynię biegów. Posiadał wał korbowy oparty na czterech łożyskach, aluminiową głowicę i żeliwny blok silnika oraz dwugardzielowy gaźnik Solex. Silnik był chłodzony wodą. Przy okazji instalację elektryczną zmieniono z sześcio- na dwunastowoltową.
Na początku 1957 roku do wyposażenia opcjonalnego dodano pasy bezpieczeństwa.

## Saab 93b
We wrześniu 1957 roku zaprezentowano zmodyfikowaną wersję pojazdu, zwaną 93b. Główne różnice polegały na zastąpieniu dzielonej przedniej szyby, pojedynczą panoramiczną. Pozwoliło to na zastosowanie wydajniejszych wycieraczek. Wprowadzono także światła kierunkowskazów w miejsce strzałek.
W kwietniu 1958 roku na bazie pojazdu powstał samochód rajdowy Saab GT750/GT850. Samochód wyróżniał się dodatkowymi światłami z przodu, posiadał chromowane kołpaki oraz oznaczenia Gran Turismo i wzmocniony do 45 KM silnik.
Był eksportowany m.in. do USA, gdzie w 1959 roku kosztował 1895 dolarów (mniej od typowych amerykańskich samochodów). Cieszył się on tam dużym uznaniem, rozpoczynając sukcesy marki Saab – w ankiecie z 1959 roku aż 96,9% użytkowników oceniło samochód jako „doskonały”, a 3,1% jako kiepski; najlepiej też oceniano jego dealerów. Nieco większa od ogółu samochodów importowanych była jednak awaryjność (10,9% awarii według ankiety). Ceniono go za dobre prowadzenie i ekonomikę oraz wysokie własności trakcyjne dzięki przedniemu napędowi. Umiarkowane, chociaż lepsze od większości testowanych samochodów importowanych było przyspieszenie (przy normalnej jeździe 27 sekund do 97 km/h). Z uwagi na przedni napęd, gorsza od większości samochodów europejskich była średnica zawracania (11,3 m), chociaż dobra jak na amerykańskie standardy. Ujemną cechą był niewielki bagażnik z uwagi na styl nadwozia fastback, lecz można było usunąć tylne siedzenie dla transportu dłuższych rzeczy. Saab 93 był pierwszym modelem marki eksportowanym do Stanów Zjednoczonych, a także Hiszpanii oraz Portugalii.

## Saab 93f
W 1960 roku, ostatnim roku produkcji modelu 93, pojawiła się wersja 93f. Zastosowano w niej przednie drzwi z modelu 95 otwierane "z wiatrem", czyli mające zawiasy z przodu. Z racji gotowego do produkcji modelu 96 wyprodukowano 600 egzemplarzy wersji 93f.

## Silnik
| Pojemność skokowa [cm³] | Układ cylindrów    | Rodzaj silnika     | Układ zasilania    | Średnica cylindra x średnica tłoka | Stopień sprężania  | Moc maksymalna [KM] przy obr./min | Maks. moment obrotowy [Nm] przy obr./min | Przyspieszenie 0-100 km/h [s] | Prędkość maks. [km/h] |
| Silniki benzynowe:      | Silniki benzynowe: | Silniki benzynowe: | Silniki benzynowe: | Silniki benzynowe:                 | Silniki benzynowe: | Silniki benzynowe:                | Silniki benzynowe:                       | Silniki benzynowe:            | Silniki benzynowe:    |
| ----------------------- | ------------------ | ------------------ | ------------------ | ---------------------------------- | ------------------ | --------------------------------- | ---------------------------------------- | ----------------------------- | --------------------- |
| 748                     | R3                 | dwusuw wolnossący  | gaźnik             | 66,00 x 72,90                      | 7,3:1              | 33,5 (24,6)/4200                  | b.d.                                     | 19,7                          | 116                   |

## Sukcesy sportowe
W 1957 roku kierowca Erik Carlsson zajął modelem 93 pierwsze miejsce w rajdzie Finlandii, a dwa lata później w rajdzie Szwecji.